# Haltepunkt Baarland
Der Haltepunkt Baarland (Bld) ist der ehemalige Bahnhof der Ortschaft Baarland in der niederländischen Provinz Zeeland. Er war Haltepunkt der 1927 von der Spoorweg-Maatschappij Zuid-Beveland (SZB) eingerichteten Ringbahnstrecke Goes – Hoedekenskerke – Goes.
Das Bahnhofsgebäude wurde 1926 an der nördlich der Ortslage vorbeiführenden Trasse im Stil niederländischer Zwischenkriegsarchitektur errichtet. Wie bei den meisten anderen Bahnhöfen der Ringstrecke kam auch hier die Typenbauweise „ZB-Standard“ der SZB zur Ausführung.
Der Haltepunkt wurde mit Inbetriebnahme der Strecke am 19. Mai 1927 eröffnet und nach siebenjähriger Betriebszeit am 15. Mai 1934 wieder geschlossen.
Auf rechteckigem Grundriss entstand ein schlichter, einstöckiger Satteldachbau, in dem neben dem Dienstraum auch eine Wohnung untergebracht war. Das Mauerwerk aus rötlich-braunen Ziegeln ist im oberen Bereich mit Holz verkleidet. Tür- und Rahmenformen sind noch weitgehend im Originalzustand erhalten.
Aus kulturgeschichtlichen Gründen und wegen seines Ensemblewertes steht der Bahnhof als Rijksmonument unter Denkmalschutz.